# 水津愛美
水津爱美（日语：／ Suizu Manami，2003年10月8日—），日本女子羽毛球運動員，亦為現役日本國家羽毛球隊（B隊）成員，現屬西京銀行旗下ACT SAIKYO羽球隊。

## 簡歷
水津愛美出生自山口县，畢業於柳井商工高等學校，姊姊水津優衣也是羽球運動員。
2022年10月，水津爱美出战北港羽毛球國際賽，在女单半决赛以1比2（21-19、15-21、8-21）不敌队友齋藤栞。
2023年5月，水津愛美在墨西哥國際挑戰賽奪得生涯首冠。

## 主要比賽成績
只列出曾進入準決賽的國際賽事成績：
| 年份   | 賽事                     | 公開賽級別 | 項目     | 成績   |
| ------ | ------------------------ | ---------- | -------- | ------ |
| 2022年 | 波蘭羽毛球國際賽         | 國際系列賽 | 女子單打 | 準決賽 |
| 2022年 | 本迪戈羽毛球國際賽       | 國際挑戰賽 | 女子單打 | 準決賽 |
| 2022年 | 北港羽毛球國際賽         | 國際挑戰賽 | 女子單打 | 準決賽 |
| 2023年 | 墨西哥羽毛球國際挑戰賽   | 國際挑戰賽 | 女子單打 | 冠軍   |
| 2023年 | 越南羽毛球公開賽         | 超級100賽  | 女子單打 | 準決賽 |
| 2024年 | 奧爾良羽毛球大師賽       | 超級300賽  | 女子單打 | 準決賽 |
| 2024年 | 吉隆坡羽毛球大師賽       | 超級100賽  | 女子單打 | 亞軍   |
| 2025年 | 斯里蘭卡羽毛球國際挑戰賽 | 國際挑戰賽 | 女子單打 | 冠軍   |
| 2025年 | 越南羽毛球國際挑戰賽     | 國際挑戰賽 | 女子單打 | 冠軍   |
| 2025年 | 加拿大羽毛球公開賽       | 超級300賽  | 女子單打 | 冠軍   |

| 2018-2026年 | 總決賽 | 超級1000賽 | 超級750賽 | 超級500賽 | 超級300賽 | 超級100賽 | 國際挑戰賽 | 國際系列賽 | 未來系列賽 | 其他 |

## 外部連結
- 水津愛美在世界羽球聯盟的登錄資料